# 알타이메네스
알타이메네스(Altaemenes)는 그리스 신화에 나오는 카트레우스의 아들이다. 어머니의 이름은 알려져 있지 않으며 아에로페, 클리메네, 아페모시네의 오빠이다. 미노스의 뒤를 이어 크레타 섬의 왕이 된 카트레우스는 자식들 가운데 하나의 손에 죽게 될 것이라는 신탁을 받았다. 이에 카트레우스는 알타이메네스와 아페모시네는 로도스 섬으로 쫓아내고, 아에로페와 클리메네는 노예상인 나우플리오스에게 팔았다. 로도스섬에 살게 된 아페모시네는 헤르메스에게 겁탈당하여 임신하였는데, 이 사실을 안 알타이메네스는 동생을 발로 차서 죽였다. 세월이 흘러 노인이 된 카트레우스는 아들 알타이메네스를 찾아 왕위를 잇게 하려고 로도스 섬으로 찾아갔다. 그러나 로도스 섬 사람들은 섬에 상륙하려는 카트레우스 일행을 해적으로 오인하였고, 알타이메네스가 카트레우스를 죽여 신탁이 이루어졌다. 아버지를 죽인 알타이메네스는 바위 틈 또는 땅의 갈라진 틈새로 사라졌다고 한다.